# Nothing but Thieves
I Nothing but Thieves sono un gruppo musicale rock alternativo britannico formatosi a Southend-on-Sea, Essex, nel 2012.

## Storia del gruppo

### 2012-2014: primi anni
Il gruppo si è costituito nel 2012 per iniziativa del cantante Conor Mason, dei chitarristi Joe Langridge-Brown e Dominic Craik e del batterista Dave Dickinson. La prima pubblicazione del gruppo è stata If You Don't Believe, It Can't Hurt You, EP composto da tre brani e presentato nell'ottobre 2013. A seguito della sua uscita Dickinson ha abbandonato il gruppo ed è stato sostituito da James Price e intorno allo stesso periodo è entrato anche il bassista Philip Blake.
Dopo aver firmato un contratto discografico con la RCA Victor, il 21 luglio 2014 il quintetto ha pubblicato il secondo EP Graveyard Whistling EP, contenente i medesimi brani del primo EP e l'inedito Last Orders. Due mesi più tardi è stato reso disponibile il singolo Wake Up Call.

### 2015: album omonimo
Il 16 ottobre 2015 è uscito il loro album di debutto, l'omonimo Nothing but Thieves, a seguito della presentazione di singoli tra i quali Ban All the Music, Itch e Trip Switch. Al fine di promuovere il disco, il gruppo ha intrapreso una tournée estiva, esibendosi anche presso importanti festival musicali europei, come il Festival di Reading e Leeds, il Festival dell'Isola di Wight e il Rock in Roma.

### 2017-2018:Broken Machine
Nel 2017 si sono esibiti al I-Days di Monza, precedendo l'ingresso di gruppi come Sum 41, Blink-182 e Linkin Park. Nello stesso anno hanno pubblicato il secondo album in studio Broken Machine, anticipato dai singoli Amsterdam e Sorry. Anche per questo album è stata realizzata una tournée europea, svoltasi tra il 2017 e il 2018.
Il 19 ottobre 2018 il gruppo ha pubblicato l'EP What Did You Think When You Made Me This Way?, anticipato dal singolo Forever & Ever More.

### 2020-2021:Moral Panic
Il 18 marzo 2020 i Nothing but Thieves sono tornati sulle scene musicali con il singolo Is Everybody Going Crazy?, seguito il 25 dello stesso mese dal relativo video musicale. Il brano ha anticipato il terzo album del gruppo, annunciato il 23 giugno con il titolo di Moral Panic; in tale data è stato inoltre presentato il secondo singolo Real Love Song.
L'album è stato pubblicato il 23 ottobre 2020 ed è stato promosso anche dai singoli Unperson (28 agosto), Impossible (14 settembre) e Phobia (16 ottobre). Al fine di promuovere il disco il gruppo ha tenuto tre concerti in live streaming durante i quali hanno portato al debutto i brani dell'album e una selezione di alcuni tratti da Nothing but Thieves e Broken Machine, oltre a rarità e cover.
L'8 giugno 2021 è stato presentato il singolo inedito Futureproof, che insieme al brano Miracle, Baby ha anticipato l'EP Moral Panic II, uscito il 23 luglio. Nell'autunno 2021 il gruppo ha intrapreso la tournée The Moral Panic Tour esclusivamente in Europa.

### 2023:Dead Club City
Il 30 giugno 2023 i Nothing but Thieves pubblicano il loro quarto album in studio Dead Club City.

### 2024:I-Days Milano
Il 16 giugno 2024 i Nothing but Thieves si sono esibiti agli i-days di Milano con i Green Day

## Formazione
Attuale
- Conor Mason – voce (2012-presente)
- Joe Langridge-Brown – chitarra, cori (2012-presente)
- Dominic Craik – chitarra, tastiera, cori (2012-presente)
- Phil Blake – basso (2013-presente)
- James Price – batteria (2013-presente)

Ex componenti
- Dave Dickinson – batteria, tastiera (2012-2013)

## Discografia

### Album in studio
- 2015 – Nothing but Thieves
- 2017 – Broken Machine
- 2020 – Moral Panic
- 2023 – Dead Club City

### Raccolte
- 2018 – Deluxe Tracks
- 2021 – Moral Panic: The Complete Edition

### EP
- 2013 – If You Don't Believe, It Can't Hurt You
- 2014 – Graveyard Whistling EP
- 2015 – Ban All the Music EP
- 2015 – Urchin EP
- 2018 – What Did You Think When You Made Me This Way?
- 2021 – Moral Panic II